# Auchenipteridae
Famille
Les Auchenipteridés (Auchenipteridae) forment une famille de poissons-chats (ordre des Siluriformes).

## Liste des genres
Selon World Register of Marine Species (29 octobre 2017) :
- sous-famille Auchenipterinae Bleeker, 1862
  - genre Ageneiosus Lacepède, 1803
  - genre Asterophysus Kner, 1858
  - genre Auchenipterichthys Bleeker, 1862
  - genre Auchenipterus Valenciennes, 1840
  - genre Entomocorus Eigenmann, 1917
  - genre Epapterus Cope, 1878
  - genre Liosomadoras Fowler, 1940
  - genre Pseudauchenipterus Bleeker, 1862
  - genre Pseudepapterus Steindachner, 1915
  - genre Pseudotatia Mees, 1974
  - genre Spinipterus Akama & Ferraris, 2011
  - genre Tetranematichthys Bleeker, 1858
  - genre Tocantinsia Mees, 1974
  - genre Trachelyichthys Mees, 1974
  - genre Trachelyopterichthys Bleeker, 1862
  - genre Trachelyopterus Valenciennes, 1840
  - genre Trachycorystes Bleeker, 1858
- sous-famille Centromochlinae Bleeker, 1862
  - genre Centromochlus Kner, 1858
  - genre Gelanoglanis Böhlke, 1980
  - genre Glanidium Lütken, 1874
  - genre Tatia Miranda Ribeiro, 1911